# عبد الله أحمد صالح أمان
عبد الله أحمد صالح أمان (2 أغسطس 1989) لاعب كرة قدم بحريني يلعب حاليا لصالح نادي الدرجة الأولى المحرق البحريني في مركز الوسط الأيمن كما يجيد اللعب في مركز الوسط المهاجم والوسط المحوري.

## الإنجازات

### المحرق
- الدرجة الأولى (4): 2008، 2009، 2011، 2015
- كأس ملك البحرين (5): 2008، 2009، 2011، 2012، 2016
- كأس ولي العهد (2): 2008، 2009
- كأس الاتحاد الآسيوي (1): 2008
- كأس الاتحاد البحريني (1): 2009
- كأس الخليج للأندية (1): 2012

### البسيتين
- الدرجة الأولى (1): 2013

## روابط خارجية
- عبد الله أحمد صالح أمان على موقع قاعدة بيانات كرة القدم.إي يو (الإنجليزية)
- عبد الله أحمد صالح أمان على موقع ناشيونال فوتبول تيمز (الإنجليزية)